# ستاره بابیتسه
ستاره بابیتسه (به لهستانی:  Stare Babice) یک روستا در لهستان است که در گمینا ستاره بابیتسه واقع شده‌است. ستاره بابیتسه ۲٬۰۵۶ نفر جمعیت دارد.